# Paco Claver
Francisco Javier Claver, más conocido como Paco Claver, (Valencia, 1959 - ib., 30 de mayo de 2011) fue un jugador de balonmano español y técnico del mismo deporte. Es el padre del conocido jugador de baloncesto Víctor Claver.
Fue jugador de balonmano entre 1975 y 1987. Se retiró tan precozmente debido a las molestias de rodilla que sufría. Como entrenador su mayor logro fue la conquista de la Copa EHF en 1994 con el BM Alzira. Tras dejar el balonmano como jugador también se dedicó a la educación ejerciendo como profesor de química en el Colegio Maristas de Valencia. Falleció el 30 de mayo de 2011 a causa de un cáncer.

## Clubes como jugador
- Club Balonmano Marcol
- BM Valencia
- BM Alzira

## Clubes como entrenador
- BM Alzira
- BM Puerto Sagunto
- Balonmano Castellón